# ГЕС Рамселе
ГЕС Рамселе – гідроелектростанція у центральній частині Швеції. Розташована між ГЕС Storfinnforsen (вище по течії) та ГЕС Edsele, входить до складу каскаду на річці Факсельвен, правій притоці Онгерманельвен, яка впадає в Ботнічну затоку Балтійського моря за півтори сотні кілометрів на південний захід від Умео. 
В межах проекту, реалізованого у 1953-1958 роках, долину річки перекрили бетонною контрфорсною греблею висотою 35 метрів та довжиною 400 метрів. Споруджений поряд з нею у лівобережному масиві підземний машинний зал обладнали трьома турбінами типу Френсіс загальною потужністю 157 МВт, які при напорі у 79,2 метра забезпечували виробництво 883 млн кВт-год електроенергії на рік. Станом на середину 2010-х років компанія Rainpower на замовлення власників провела модернізацію двох гідроагрегатів, що дозволило підняти потужність станції до 171 МВт. У 2020-му очікують на завершення модернізації третього агрегату.
Відпрацьована вода повертається у Факсельвен по відвідному тунелю довжиною 6,9 км з перетином 160 м2.